# Demetrios Christodoulou

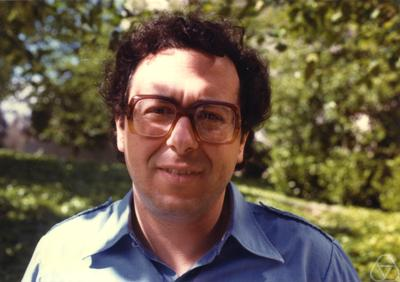
Demetrios Christodoulou (1982)

Demetrios Christodoulou (griechisch Δημήτριος Χριστοδούλου Dimitrios Christodoulou; * 19. Oktober 1951 in Athen) ist ein griechischer Mathematiker und Physiker.

## Leben
Christodoulou stammte aus einer Mittelklassefamilie (sein Vater kam aus einer zypriotischen Familie und war in Alexandria geboren) ohne akademischen Hintergrund. Er studierte Physik an der Princeton University, nachdem sein physikalisches und mathematisches Talent von Achille Papapetrou erkannt worden war (der ihn in Paris mit John Archibald Wheeler prüfte), und erhielt dort 1970 seinen Master of Arts (M.A.). Ein Jahr später machte er seinen Ph.D. in Physik bei John Archibald Wheeler an derselben Universität (Investigations in gravitational collapse and the physics of black holes, 1971).
Christodoulou war nun von 1971 bis 1972 Research Fellow am California Institute of Technology. Von 1972 bis 1973 war er Professor für Physik an der Universität Athen. Danach wurde er von 1973 bis 1974 als Visiting Scientist am CERN in Genf tätig und arbeitete von 1974 bis 1976 am International Center for Theoretical Physics in Triest.
Von 1976 bis 1981 war er Humboldt Fellow am Max-Planck-Institut in München bei Jürgen Ehlers, der ihn zur Ausbildung in mathematischer Physik zu Yvonne Choquet-Bruhat nach Paris schickte (1977 bis 1981), wurde dann von 1981 bis 1983 Visiting Member am Courant Institute, wo er Schüler von Shing-Tung Yau war, und nahm dann schließlich von 1983 bis 1987 seine Lehrtätigkeit an der Syracuse University auf, wo er von 1983 bis 1985 Associate Professor of Physics und dann von 1985 bis 1987 Professor für Mathematik war.
Danach war Christodoulou von 1988 bis 1992 Professor für Mathematik am Courant Institute sowie von 1992 bis 2001 an der Princeton University. Seit 2001 ist er Professor für Mathematik und Physik an der ETH Zürich.
Er besitzt neben der griechischen die US-amerikanische Staatsbürgerschaft.

## Auszeichnungen
Christodoulou erhielt im Jahr 1981 die Otto-Hahn-Medaille des Max-Planck-Gesellschaft, im Jahr 1991 den Xanthopoulos Award und eine MacArthur Fellowship im Jahr 1993. 1998 bekam er eine Guggenheim Fellowship. Im Jahr 1999 wurde für seinen Beitrag zur mathematischen Theorie der Allgemeinen Relativitätstheorie mit dem Bôcher Memorial Prize ausgezeichnet. Er war Invited Speaker auf dem ICM 1990 in Kyōto (The stability of Minkowski spacetime) und hielt 2009 einen Plenarvortrag auf dem Internationalen Kongress für Mathematische Physik in Prag (The formation of black holes in general relativity). 2008 erhielt er den Tomalla-Preis. 2011 erhielt er gemeinsam mit Richard S. Hamilton den Shaw Prize in Mathematik. Er ist Fellow der American Academy of Arts and Sciences. Er wurde als Plenarsprecher auf dem Internationalen Mathematikerkongress 2014 in Seoul ausgewählt (Hyperbolic P.D.E. and Lorentzian Geometry). 2012 wurde er Fellow der American Mathematical Society und in die National Academy of Sciences aufgenommen. 2016 wurde er zum Mitglied der Academia Europaea gewählt. 2001 wurde er Ehrendoktor der Brown University und 2010 der Aristoteles-Universität Thessaloniki. Für 2021 wurden Christodoulou ein Marcel Grossmann Award und ein Henri-Poincaré-Preis zugesprochen.

## Wirken
Mit Sergiu Klainerman bewies er in einer intensiven Zusammenarbeit, die sich von 1984 bis 1991 erstreckte, die globale Stabilität des Minkowskiraumes im Rahmen der Allgemeinen Relativitätstheorie, worüber beide ein Buch verfassten (The global nonlinear stability of Minkowski space, Princeton Mathematical Series 1993). Sie beschrieben auch detailliert das asymptotische Verhalten von Störungen des Minkowskiraums.
Er untersuchte in den 1980er und 1990er Jahren auch die Entwicklung von trapped surfaces (Einschlussflächen, nach Roger Penrose) in sphärisch-symmetrischen Raumzeiten mit Skalarfeldern als Materie und zeigte für diesen Fall eine Form der Cosmic Censorship Vermutung von Penrose: es können sich zwar nackte Singularitäten bilden, diese sind aber wie Christodoulou zeigte instabil.
In den 2000er Jahren wandte er sich über die Allgemeine Relativitätstheorie hinaus weiteren nichtlinearen hyperbolischen Systemen zu, der Bildung von Stoßwellen in kompressiblen Flüssigkeiten in drei Dimensionen. Außerdem studierte er die Bildung von Einschlussflächen in der Allgemeinen Relativitätstheorie ohne Symmetrieannahmen, durch Konzentration von einlaufenden Gravitationswellen im Minkowskiraum.
Zu seinen Doktoranden gehört Mihalis Dafermos.

## Schriften
- Violation of cosmic censorship in the gravitational collapse of a dust cloud, Comm. Math. Phys., Band 93, 1984, 171-195
- The problem of a self gravitating scalar field, Comm. Math. Phys., Band 105, 1986, 337-361
- A mathematical theory of gravitational collapse, Comm. Math. Phys., Band 109, 1987, S. 613–647
- mit Klainerman: Asymptotic properties of linear field equations in Minkowski space, Comm. Pure and Applied Math., 43, 1990, 137-199
- mit Klainerman: The global nonlinear stability of Minkowski space, Princeton University Press 1993
- The formation of black holes and the singularities in spherically symmetric gravitational collapse, Comm. Pure Appl. Math., 44, 1991, 339-373
- The nonlinear nature of gravitation and gravitational wave experiments, Phys. Rev. Lett., 67, 1991, 1486–1489
- Bounded variation solutions of the spherically symmetric Einstein-scalar field equations, Commun. Pure & Appl. Math., Band 46, 1993, S. 1131–1220.
- Example of naked singularity formation in the gravitational collapse of a scalar field, Annals of Mathematics, 140, 1994, 607-653
- The instability of naked singularities in the gravitational collapse of a scalar field, Annals of Mathematics, Band 149, 1999, S. 183–217
- The action principle and partial differential equations, Princeton University Press 2000
- The formation of shocks in 3 dimensional fluids, EMS Monographs in Mathematics, 2007
- The Euler equations of compressible fluid flow, Bulletin AMS, 44, 2007, 581-602
- Mathematical problems in general relativity I, Zürich Lectures in Advanced Mathematics, EMS 2008
- The formation of black holes in general relativity, EMS Monographs in Mathematics, 2009
- The shock development problem, EMS Monographs in Mathematics, 2019